# Rubaniwśke
Rubaniwśke (ukr. Рубанівське) – wieś na Ukrainie, w obwodzie dniepropetrowskim, w rejonie synelnykowskim, w hromadzie Wasylkiwka. W 2001 liczyła 233 mieszkańców, spośród których 216 wskazało jako ojczysty język ukraiński, 12 rosyjski, 2 węgierski, 1 białoruski, a 2 inny.